# Mont-Dol
Mont-Dol is een gemeente in het Franse departement Ille-et-Vilaine (regio Bretagne). De plaats maakt deel uit van het arrondissement Saint-Malo. Mont-Dol telde op 1 januari 2022 1.076 inwoners.

## Geografie
De oppervlakte van Mont-Dol bedroeg op 1 januari 2022 26,44 vierkante kilometer; de bevolkingsdichtheid was toen 40,7 inwoners per km².

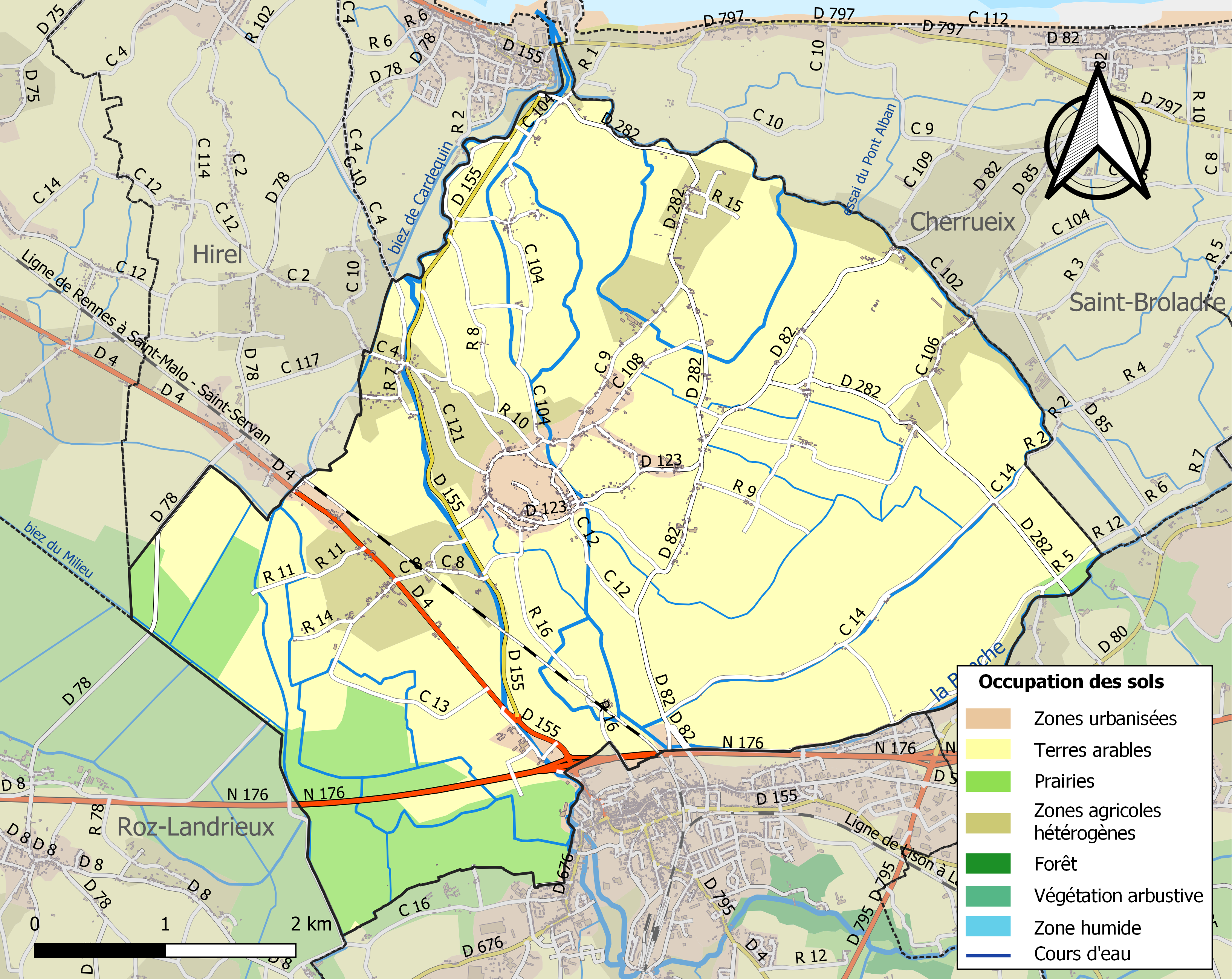
Kaart van de gemeente met belangrijkste infrastructuur, bodemgebruik en omliggende gemeenten

## Demografie
Onderstaande figuur toont het verloop van het inwonertal, bron: INSEE-tellingen. 

## Naam
In de volksmond wordt deze berg de Duivelsberg genoemd.